# Chordodes maculatus
Chordodes maculatus är en tagelmaskart som beskrevs av Sciacchitano 1958. Chordodes maculatus ingår i släktet Chordodes och familjen Chordodidae. Inga underarter finns listade i Catalogue of Life.